# Thorsten Aßmann
Thorsten Aßmann (* 3. Januar 1962) ist ein deutscher Ökologe und Professor für Ökologie an der Universität Lüneburg. Er beschäftigt sich vor allem mit Laufkäfern (Carabidae).

## Leben
Aßmann studierte ab 1981 Biologie in Gießen und Münster. In Münster promovierte er 1988 zur Populationsgenetik. Seit 2000 ist er habilitiert und wurde Wissenschaftlicher Oberassistent (C2) an der Universität Osnabrück. Ab 2001 wurde er Professor für Ökologie (insbesondere Tierökologie) (C3) an der Universität Lüneburg, mit einer Beförderung 2006 (W3).

## Schriften
- T. Aßmann und W. Härdtle: Renaturierung und Management von Heiden. In: Renaturierung von Ökosystemen in Mitteleuropa. Springer, 2009, ISBN 978-3-8274-1901-9, S. 317–347